# Tomoyuki Tanaka (producteur)

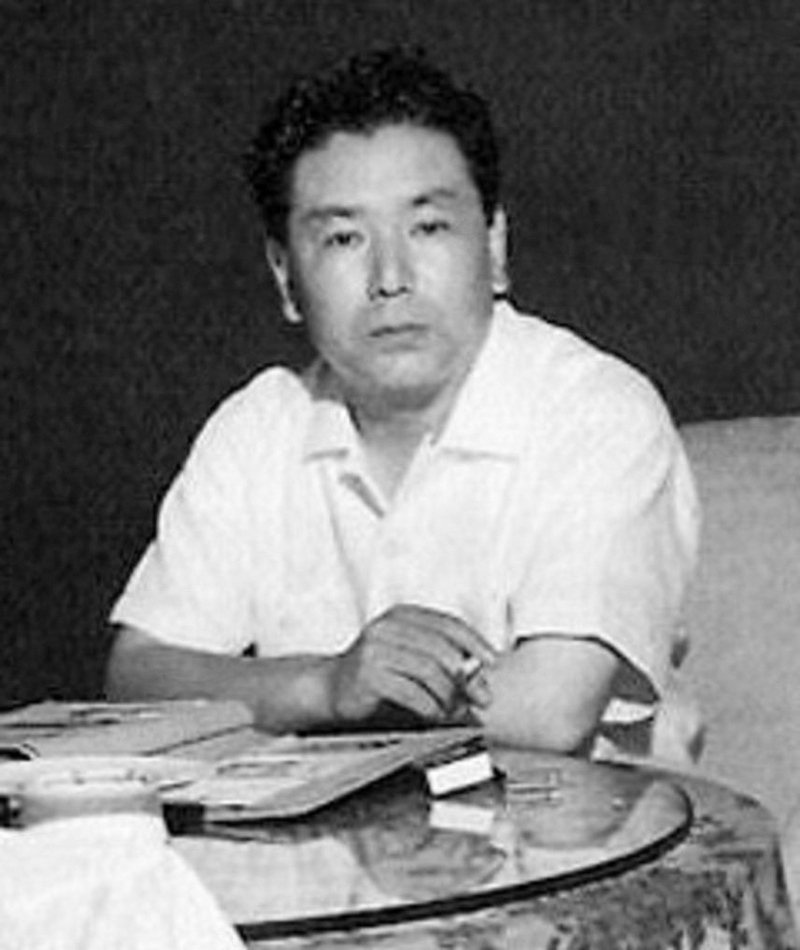
Tanaka dans les années 1950.

Pour les articles homonymes, voir Tanaka et Tomoyuki Tanaka.
Tomoyuki Tanaka (田中友幸, Tanaka Tomoyuki) (26 avril 1910 - 2 avril 1997) est un producteur de cinéma japonais, largement considéré comme le créateur de la franchise Godzilla (en), dont il a produit la plupart des films de 1954 à 1995. Il est l'un des producteurs japonais les plus prolifiques de tous les temps, ayant travaillé sur plus de 200 films, dont plus de 80 tokusatsu (films à effets spéciaux).

## Biographie

### Jeunesse
Tanaka est né le 26 avril 1910 à Kashiwara dans la préfecture d'Osaka. Enfant, il parcourt souvent des kilomètres jusqu'au cinéma le plus proche pour regarder des films muets d'aventure et de ninjas l'après-midi. À l'âge de 14 ans, il voit le film occidental muet La Caravane vers l'Ouest et est tellement fasciné par sa photographie qu'il reste son film préféré de tous les temps. Dans sa jeunesse, il est une fois désavoué par ses parents parce qu'il se concentre davantage sur ses intérêts, les films et le jeu d'acteur, que sur ses études.

### Carrière
En 1940, peu après avoir obtenu son diplôme de l'université du Kansai, Tanaka entre dans l'industrie cinématographique japonaise et rejoint le studio de cinéma Taihō Eiga. L'année suivante, il entre à la Tōhō après sa fusion avec la Taihō Eiga et commence sa carrière en tant que producteur auprès d'Iwao Mori. Après quatre ans dans la société, il commence à produire ses propres films et l'un de ses premiers, Les Trois du Nord, sort en 1945. Au cours d'une carrière de 57 ans, il produit plus de 200 films.
Il est surtout connu comme le créateur, avec le narrateur Shigeru Kayama, le réalisateur Ishirō Honda, le scénariste Takeo Murata et le responsable des effets spéciaux Eiji Tsuburaya, de Godzilla, l'incarnation imposante de l'anxiété d'après-guerre. Tanaka crée Godzilla en 1954 dans le but d'illustrer la terreur ressentie par les Japonais après les bombardements atomiques d'Hiroshima et de Nagasaki. Dans une interview de 1991, il résume la symbolique de Godzilla ainsi :
À l'époque, les Japonais avaient une grande peur des radiations, ce qui a donné à Godzilla sa taille énorme. Il a toujours représenté les représailles de la nature contre l'humanité.
Le film culte Godzilla sort en 1954 et engendre une série de suites qui totalise 37 films en 2024. Trente-deux films sont produits par la Tōhō, et quatre par les studios américains TriStar et Legendary Pictures. Il travaille souvent avec les trois autres membres de l'équipe Godzilla : Honda, Tsuburaya et le compositeur Akira Ifukube, pour compléter des œuvres comme Prisonnière des Martiens (1957) et Matango (1963). Il crée des extraterrestres manipulateurs qui causent des problèmes à la Terre à des fins politiques, selon les tendances de ses films de monstres, et également le monstre spatial King Ghidorah et l'innocente Minilla. Il produit six films réalisés par le célèbre Akira Kurosawa, dont Kagemusha, l'Ombre du guerrier (1980), qui est nommé à l'Oscar du meilleur film en langue étrangère et remporte la Palme d'Or à Cannes.

## Vie privée
En 1950, Tanaka épouse l'actrice de 23 ans Chieko Nakakita avec qui il a trois fils, et une fille adoptive nommée Mieko.

## Filmographie partielle
- 1947 : La Montagne d'argent (銀嶺の果て, Ginrei no hate)
- 1952 : Sengoku burai (戦国無頼?) de Hiroshi Inagaki
- 1954 : Godzilla (Gojira)
- 1955 : Le Retour de Godzilla (Gojira no gyakushû)
- 1955 : Beast Man Snow Man (Jū jin yuki otoko)
- 1956 : Rodan (Sora no daikaijû Radon)
- 1957 : Prisonnière des Martiens (Chikyu Boeigun)
- 1958 : Beauty and the Liquidman(UK) aka H-Man(US) (Bijo to Ekitainingen)
- 1958 : Varan, le monstre géant (Daikaijū Baran)
- 1958 : L'Homme au pousse-pousse (無法松の一生, Muhomatsu no issho) de Hiroshi Inagaki
- 1959 : Battle in Outer Space (Uchu daisenso)
- 1959 : Le Sifflement de Kotan (コタンの口笛, Kotan no kuchibue) de Mikio Naruse
- 1959 : La Naissance du Japon (日本誕生, Nippon Tanjō?)  de Hiroshi Inagaki
- 1960 : The Secret of the Telegian (電送人間, Densō ningen?) de Jun Fukuda
- 1960 : The Human Vapor (Gasu ningen dai ichigo) d'Ishirō Honda
- 1961 : Récits du château d'Osaka (大阪城物語, Ōsaka-jō monogatari?) de Hiroshi Inagaki
- 1961 : Mothra (Mosura)
- 1961 : The Scarlet Man (Shinko no otoko)
- 1962 : Astronaut 1980 (Yosei Gorasu)
- 1962 : King Kong contre Godzilla (Kingu Kongu tai Gojira)
- 1963 : Matango
- 1963 : Atragon (Kaitei Gunkan)
- 1964 : Mothra contre Godzilla (Mosura tai Gojira)
- 1964 : Dogora, the Space Monster (Uchu daikaijū Dogora)
- 1964 : Ghidrah, le monstre à trois têtes (San daikaijū: Chikyu saidai no kessen)
- 1965 : Frankenstein vs. Baragon (Furankenshutain tai chitei kaijû Baragon)
- 1965 : Invasion Planète X (Kaijū daisenso)
- 1966 : La Guerre des monstres (Furankenshutain no kaijū: Sanda tai Gaira)
- 1966 : Godzilla, Ebirah et Mothra : Duel dans les mers du sud (Gojira, Ebirâ, Mosura : Nankai no daiketto)
- 1967 : La Revanche de King Kong (Kingukongu no gyakushu)
- 1967 : Le Jour le plus long du Japon (Nippon no ichiban nagai hi)
- 1967 : Le Fils de Godzilla (Kaijûtô no kessen : Gojira no musuko)
- 1968 : Les envahisseurs attaquent (Kaijû sôshingeki)
- 1969 : Latitude Zero (Ido zero daisakusen)
- 1969 : Godzilla's Revenge (Gojira-Minira-Gabara : Oru kaijû daishingeki)
- 1970 : Les Envahisseurs de l'espace (Gezora, Ganime, Kameba: Kessen! Nankai no daikaijû)
- 1971 : Godzilla vs Hedora (Gojira tai Hedorâ)
- 1972 : Godzilla vs Gigan (Chikyû kogeki meirei : Gojira tai Gaigan)
- 1973 : Godzilla vs Megalon (Gojira tai Megaro)
- 1973 : Sinking of Japan (Nihon Chinbotsu)
- 1974 : Godzilla contre Mecanik Monster (Gojira tai Mekagojira)
- 1974 : Esupai
- 1975 : Mechagodzilla contre-attaque (Mekagojira no gyakushu)
- 1977 : La Guerre de l'espace (Wakusei daisenso)
- 1983 : Les Quatre Sœurs Makioka (細雪, Sasame-yuki?) de Kon Ichikawa
- 1984 : Le Retour de Godzilla (Gojira)
- 1987 : L'Actrice (映画女優, Eiga joyū?) de Kon Ichikawa
- 1989 : Gunhed
- 1989 : Godzilla vs Biollante (Gojira tai Biorante)
- 1991 : Godzilla vs King Ghidorah (Gojira tai Kingu Gidorâ)
- 1992 : Godzilla vs Mothra (Gojira tai Mosura)
- 1993 : Godzilla vs Mechagodzilla 2 (Gojira VS Mekagojira)
- 1994 : Godzilla vs Space Godzilla (Gojira VS Supesugojira)
- 1995 : Godzilla vs Destroyah (Gojira VS Desutoroia)
- 1996 : Rebirth of Mothra
- 1997 : Rebirth of Mothra 2